# Kłobuk (Góry Bystrzyckie)
Kłobuk niem. Hliuen Berg – wzniesienie o wysokości (814 m n.p.m.) w południowo-zachodniej Polsce w Górach Bystrzyckich w Sudetach Środkowych, leżące w zachodnim grzbiecie.

## Położenie
Wzniesienie w Sudetach Środkowych, w północno-zachodniej części Gór Bystrzyckich, położone na południowo-wschodnim rozrogu odchodzącym od Ptasiej Góry, na południowy wschód od wzniesienia Biesiec, około 2,7 km na północny wschód od małej wioski Lasówka.

## Fizjografia
Wzniesienie o zróżnicowanych zboczach i rozległym płaskim wierzchołku ma postać wydłużonej kopuły, z trudnym do określenia w terenie szczycie. Charakteryzuje się wyraźnie podkreślonym stromym wschodnim zboczem, nieregularną rzeźba i urozmaiconym ukształtowaniem. Wznosi się w grzbiecie odchodzącym na południowy wschód od Bieśca w kierunku Przełęcz pod Uboczem. Wyrasta na południowy wschód w odległości 3 km od wzniesienia Biesiec. Stanowi spłaszczoną kulminację grzbietu zachodniego Gór Bystrzyckich. Zboczu wschodnie, schodzi w kierunku doliny Bystrzycy. Zbocze zachodnie łagodnie opada do doliny Dzikiej Orlicy. Zbocza: północno-zachodnie, północne i południowo-wschodnie o łagodnym spadku, niezauważalnie przechodzą w zbocza sąsiednich wzniesień. Zbocze północno-zachodnie przechodzi w zbocze wzniesienia Biesiec, południowo-wschodnie w zbocze odległego wzniesienia Ubocze 812 m n.p.m. Położenie wzniesienia, kształt i niewyraźnie podkreślona oraz zalesiona część szczytowa czynią wzniesienie trudno rozpoznawalnym w terenie. Na północno-zachodnim zboczu wzniesienia położone są źródła Mostowego Potoku, lewego dopływu Dzikiej Orlicy. Zachodnim zboczem wzniesienia kilka metrów od szczytu przebiega Droga zabłąkanych wędrowców, wschodnie zbocze wzniesienia poniżej szczyt trawersuje kilka dróg leśnych i ścieżek.

## Budowa
Wzniesienie jest w całości zbudowane ze skał metamorficznych należących do metamorfiku Gór Bystrzyckich i Orlickich, są to głównie łupki łyszczykowe i granitognejsy. Szczyt i zbocza wzniesienia pokrywa niewielkiej grubości warstwa młodszych osadów: glin, żwirów, piasków i lessów z okresu zlodowaceń plejstoceńskich oraz osadów powstałych w chłodnym, peryglacjalnym klimacie.

## Roślinność
Wzniesienie w całości porośnięte sztucznymi monokulturami świerkowymi.

## Ciekawostki
- Na niemieckich mapach wzniesienie Kłobuk nosiło nazwy: Hütten Berg i Hüttenhübel[1], co w tłumaczeniu znaczy Chatka. W. Walczak na mapie z 1948 roku, przed formalnym ustanowieniem polskich nazw nazwał wzniesienie Hutniak[3].
- Przez szczyt wzniesienia przebiega kontynentalny dział wodny[1]. Wschodnie stoki odwadnia Bystrzyca (zlewisko Bałtyku), a zachodnie Dzika Orlica (dopływ Łaby, zlewisko Morza Północnego)[1].

## Turystyka
- Przez szczyt nie prowadzi żaden szlak turystyczny[4].
- Na szczyt wzniesienia prowadzi Droga zabłąkanych wędrowców[5].
- - niebieski szlak narciarstwa biegowego prowadzący południowym podnóżem Kłobuka[4].